# 厚顎食植瓢蟲
厚顎食植瓢蟲（学名：Epilachna crassimala）为瓢蟲科食植瓢蟲屬下的一个种。